# She (음악가)
she(쉬)는 2003년부터 활동하고 있는 음악가로 본명은 Lain Trzaska이다. 가끔 shemusic이나 Pjat Lain라는 명의를 사용하기도 한다. 주로 프로듀서, 작사, 연주가로 활동하며 가끔 다른 보컬리스트를 데려다 쓰기도 한다.